# Марбургска литературна награда
„Марбургската литературна награда“ (на немски: Marburger Literaturpreis), с цяло име Literaturpreis der Universitätsstadt Marburg und des Landkreises Marburg-Biedenkopf, се присъжда на всеки две години от 1980 до 2006 г. от град Марбург. Удостояват се млади немскоезични автори (до 40 години).
Първоначално наградата е на стойност 12 000 €, а в края на периода – 7500 €.

## Носители на наградата (подбор)
- Оскар Пастиор (1980), Герт Йонке (поощрение)
- Ханс Йоахим Шедлих (1986)
- Хелга М. Новак (1990)
- Дурс Грюнбайн (1992), Роберт Шиндел (поощрение)
- Роберт Менасе, Райнхард Иргл (1994)
- Илия Троянов, Ане Дуден (1996)
- Сибиле Берг (2000)
- Маркус Ортс (2002) (поощрение)
- Антйе Равич Щрубел (2005)